# Vance (Alabama)
Vance é uma cidade  localizada no estado americano de Alabama, no Condado de Bibb e Condado de Tuscaloosa.

## Demografia
Segundo o censo americano de 2000, a sua população era de 500 habitantes.
Em 2006, foi estimada uma população de 632, um aumento de 132 (26.4%).

## Geografia
De acordo com o United States Census Bureau, a localidade tem uma área de 21,1 km², sem área coberta por água.

## Localidades na vizinhança
O diagrama seguinte representa as localidades num raio de 32 km ao redor de Vance.